# Achtsamkeitsbasierte Kognitive Therapie
Die Achtsamkeitsbasierte Kognitive Therapie (engl. Mindfulness Based Cognitive Therapy, MBCT) wurde von den Psychotherapieforschern und kognitiven Verhaltenstherapeuten Zindel V. Segal, J. Mark G. Williams und John D. Teasdale zur Rückfallprävention bei Depressionen entwickelt. Sie kombiniert Elemente der Achtsamkeitsbasierten Stressreduktion (engl. Mindfulness Based Stress Reduction, MBSR) nach Jon Kabat-Zinn mit Interventionen der Kognitiven Verhaltenstherapie bei Depressionen. Von manchen Autoren wird dieser Therapieansatz (neben der Dialektisch-Behavioralen Therapie und der Akzeptanz- und Commitmenttherapie) zur „dritten Welle der Verhaltenstherapie“ gezählt.

## Durchführung
MBCT wird in der Regel als Gruppentherapie mit maximal zwölf Teilnehmern durchgeführt und umfasst (ebenso wie MBSR) acht Sitzungen, die in wöchentlichem Abstand durchgeführt werden. Es werden verschiedene achtsamkeitsbezogene Übungen (angelehnt an MBSR) eingeführt (z. B. Body-Scan, Atemmeditation, Achtsamkeitsmeditation, Gehmeditation, Yoga-Übungen). Parallel dazu werden klassisch kognitiv-verhaltenstherapeutische Interventionen durchgeführt (z. B. Psychoedukation zur Depression, Beobachtung von und Umgang mit automatischen Gedanken, Aufbau angenehmer Aktivitäten).

## Wirksamkeit
Zwei randomisierte kontrollierte Studien aus den Jahren 2000 und 2004 lieferten erste Hinweise auf die Wirksamkeit des Therapieansatzes: Bei Patienten, die bereits drei oder mehr depressive Episoden erlebt hatten, reduzierte MBCT (im Vergleich zu einer Standardbehandlung) signifikant das Rückfallrisiko. Aktuelle Metaanalysen bestätigten dieses Ergebnis.

## Entwicklung
Auf dem Weltkongress für kognitive Therapie sollen sich im Jahr 1989 die drei Begründer dieser Therapieform getroffen haben. Alle drei beschäftigten sich zu dieser Zeit mit der Behandlung von Depressionen. Mark G. Williams beschäftigte sich mit chronischen und rezidivierenden Depressionen, Zindel V. Segal mit der Beziehung zwischen belastenden Lebensereignissen und Wiederauftreten der Depressionen und John D. Teasdale mit dem Zusammenhang zwischen Gedanken und Gefühlen. Segal soll dann, nachdem er 1991 von einer Stiftung eingeladen wurde eine Therapie zur Rückfallprophylaxe Depressiver zu entwickeln, die beiden anderen Kollegen aus Oxford für das gemeinsame Projekt gewonnen haben. Als im selben Jahr Marsha Linehan, die einen Teil ihres Sabbaticals in Cambridge verbrachte, Jon Kabat-Zinn erwähnte, seien sie angeregt worden, die Achtsamkeitspraxis zu nutzen. 1993 hätten die drei Forscher in Massachusetts eine MBSR-Einführungssitzung bei Jon Kabat-Zinn besucht. Mit der ersten Version ihres Gruppenprogramms, das sie als „Training der Aufmerksamkeitskontrolle“ bezeichneten, kamen einige gut zurecht, andere hätten jedoch Schwierigkeiten gehabt, ihre emotionalen Einbrüche einfach nur zu beobachten. Erst 1995, bei einem erneuten Besuch mehrerer Kurssitzungen in der Mitte des MBSR-Kursverlaufs, sei ihnen klar geworden, dass es weniger darum gehe, für die berichteten Probleme der Kursteilnehmer Lösungsvorschläge anzubieten, sondern sie zu ermutigen, Gedanken und Gefühle einfach zuzulassen, sie also willkommen zu heißen, anstatt sie beheben zu wollen. Diese Einsicht hätte sie schließlich auch zur Bezeichnung „Achtsamkeitsbasierte Kognitive Therapie“ motiviert. Die Achtsamkeitsbasierte Kognitive Therapie basiert auf einem Modell zur Informationsverarbeitung von Teasdale und Barnard (1991, 1993) bekannt unter der Bezeichnung Interacting Cognitive Subsystems (ICS).